# Remijia argentea
Remijia argentea är en måreväxtart som beskrevs av Julian Alfred Steyermark. Remijia argentea ingår i släktet Remijia och familjen måreväxter. Inga underarter finns listade i Catalogue of Life.